# Ardillières
 Ardillières  es una comuna y población de Francia, en la región de Poitou-Charentes, departamento de Charente Marítimo, en el distrito de Rochefort y cantón de Aigrefeuille-d'Aunis. No está integrada en ninguna Communauté de communes o similar.

## Demografía
| 471 | 430 | 403 | 456 | 508 | 555 |
| Para los censos de 1962 a 1999 la población legal corresponde a la población sin duplicidades (Fuente: INSEE [Consultar]) |     |     |     |     |     |